# Nina Sadur
Nina Michailovna Nikolajevna Sadur (ryska: Нина Николаевна Садур), född Kolesnikova den 15 oktober 1950 i Novosibirsk, död 12 november 2023 i Moskva, var en rysk dramatiker och prosaförfattare (romaner och noveller).

## Biografi
Nina Sadur räknas som en av sin generations viktigaste ryska dramatiker och förutom på större teatrar i Moskva och Sankt Petersburg har hennes pjäser spelats i flera europeiska länder.
När hon var 27 år lämnade hon en utbildning i entomologi och flyttade till Moskva där hon skrev in sig vid Maksim Gorkijs litteraturinstitut varifrån hon examinerades ut 1983. Hon debuterade som författare 1977 med den självbiografiska Eto mojo okno (Это мое окно - Detta är mitt fönster). På svenska har romanen Lustgården (Sad / Сад, 1994) getts ut 2001 i översättning av Janina Orlov. Som dramatiker debuterade hon 1982 med Tjudnaja baba (Чудная баба), ordagrant En underbar kvinna, som spelats av Radioteatern i Sverige med titeln En sällsam tant. Nina Sadur kom sedan att bli en framträdande kulturpersonlighet under perestrojkan.
Hennes stil beskrivs omväxlande som postmodernism, absurdism, surrealism och magisk realism. Hon knyter an till den ryska traditionen med Maksim Gorkij och Anton Tjechov samtidigt som hon opponerar sig mot den och berör teman som kvinnor och sexualitet.

## Uppsättningar i Sverige
- 1990 Lunnye volki (Лунные волки - Månens vargar), gästspel av Teatr Model, Moskva på Kulturhuset Luntan, Stockholm, regi Anatoli Leduchovski
- 1994 Jechaj (Ехай), gästspel av Fontankateatern, Sankt Petersburg hos Riksteatern, regi Vladimir Tunanov
- 1994 En sällsam tant (Tjudnaja baba / Чудная баба), Radioteatern, översättning Svetlana Söderberg-Nyman, regi Christer Brosjö, med bland andra Betty Tuvén, Anders Nyström & Ulla Akselson
- 1995 Det röda paradiset (Krasnyj paradie / Красный парадиз), Scalateatern, översättning Bengt Jangfeldt & Svetlana Söderberg-Nyman, regi Saara Salminen Wallin, med bland andra Per Graffman & Margareta Hallin
- 1999 Röda paradiset, Teater Tribunalen, översättning Svetlana Söderberg-Nyman, regi Saara Salminen Wallin, med bland andra Frida Röhl